# Операція «Фріпорт»
Опера́ція «Фріпорт» (англ. Mission Freeport) — складова частина Нормандської повітрянодесантної операції, яка була проведена американськими повітрянодесантними військами 7 червня 1944 з метою постачання вантажів та майна особовому складу 82-ї повітрянодесантної дивізії.

## Постачання вантажів82-ї дивізії— місія «Фріпорт»
| Серія | Завдання   | Формування ВТА            | Кіл-сть літаків C-47 | Аеродром зльоту         | Площадка приземлення | Час десантування |
| 38    | постачання | 61-ша тактична група ВТА  | 52                   | Баркстон Хес (база ВПС) | LZ «N»               | 06:11            |
| 39    | постачання | 313-та тактична група ВТА | 52                   | Фолкінгем (база ВПС)    | LZ «О»               | 06:17            |
| 40    | постачання | 314-та тактична група ВТА | 52                   | Солтбі (база ВПС)       | LZ «О»               | 06:23            |
| 41    | постачання | 316-та тактична група ВТА | 52                   | Котесмо (база ВПС)      | LZ «О»               | 06:29            |